# Bitwa pod Placentią
Bitwa pod Placencją – starcie zbrojne, które miało miejsce w roku 271 w trakcie walk Rzymian z Jutungami i Alamanami za rządów cesarza Aureliana.
Do bitwy doszło w pobliżu dzisiejszego miasta Piacenza (starożytna Placentia) we Włoszech. Dowodzeni przez cesarza Aureliana Rzymianie ulegli armii Alamanów. Bezpośrednią przyczyną bitwy był najazd Jutungów, którzy przekroczyli przełęcze w Alpach i wykorzystali zaangażowanie cesarza w walki z Wandalami w Panoni. 
W roku 271 wojska Aureliana podjęły marsz przeciwko odłamowi Jutungów, którzy nieco wcześniej najechali Italię. W trakcie walk Aurelian wpadł w zastawioną przez Alamanów pułapkę. Cesarz uratował życie, jednak jego armia została całkowicie zniszczona przez Germanów. Wiadomość o klęsce wywołała wielki niepokój w Rzymie i problemy finansowe państwa.
Po zwycięstwie Jutungowie podzielili oddziały i dokonywali grabieży na terenie niziny nadpadańskiej, po czym udali się do środkowej Italii w stronę Rzymu. Jednakże podzielone oddziały zostały pokonane przez Aureliana koło Pisaurum, pod Fanum Fortunae, nad rzeką Metaurus i pod Ticinum (Pawia).